# Masainas
Masainas (in sardo Masainas) è un comune italiano di 1 194 abitanti della provincia del Sulcis Iglesiente, nella sub-regione del Sulcis.

## Geografia fisica

### Territorio
La conformazione orografica è caratterizzata dalle ultime propaggini dei monti del Sulcis in particolare il monte Floris (396 m s.l.m.), la Punta di Antiogu Sardara (391 m) e Sa Serra Manna (293 m), unici rilievi di una certa importanza ricchi di superfici arborate e cespugliate tipiche della flora spontanea locale e di superfici rimboschite con pini e altre specie arboree, oltreché di presenza faunistiche e minerarie; tanto è vero che 1124 ettari di superficie del territorio sono stati inclusi dalla Regione Sarda nel “Piano dei Parchi naturali” con la L.R. n. 31/1989.

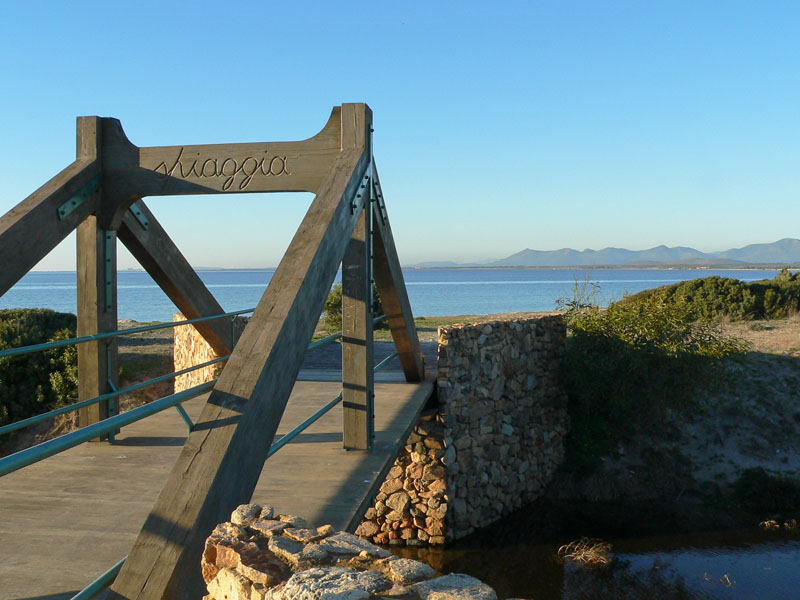
Is Solinas. Il ponticello d'accesso alla spiaggia di "Sa Salina"

Dalle suddette alture il territorio digrada dolcemente verso il capoluogo di Masainas e poi fino al mare di Porto Botte (golfo di Palmas), il cui litorale, ancora incontaminato, è caratterizzato da una striscia di fine sabbia bianca accompagnata da fitti ginepri fino alle colline di monte Sarri e monte Sa Perda, prospicienti le acque dinanzi all'isola di Sant'Antioco. Il litorale è composto di 1,2 km di dune sabbiose e circa 1 km di costa collinare e rocciosa.
Importante è l'attività degli scavi minerari.

### Cale, coste e spiagge del Comune
Nel litorale del Comune di Masainas, partendo da nord verso sud, si hanno le seguenti cale, coste e spiagge più conosciute:
- Spiaggia Sa Salina o Sa Sarina (cioè La Salina)
- Spiaggia Mari Basciu (cioè Mare Basso)
- Costa Is Peltias o Is Pertias (cioè Le Pertiche)
- Costa Paris Sarri

## Storia
Masainas ha origini antiche risalenti al Neolitico, nella zona di Is Solinas', infatti, sono stati rilevati insediamenti umani. 
Nelle epoche successive il territorio di Masainas è stato interessato da insediamenti nuragici, da infiltrazioni fenicio-puniche e, tra il III e il II secolo a.C., dalla penetrazione romana, in seguito alla conquista di Solki, l'odierna Sant'Antioco.
Sono stati infatti ritrovati tra Masainas e Giba dei resti che fanno pensare ad una fabbrica di utensili di terracotta risalenti al periodo della penetrazione romana nell'entroterra sarda. Da scavi fortuiti sono stati ritrovati dei sarcofaghi di pietra risalenti all'età romana, la cui particolarità è che queste sepolture sono state fatte nel terreno sabbioso e per questo uniche in Sardegna. Sempre in località “Is Manigas” sono state trovate delle monete presumibilmente indicanti la presenza di un sito romano. In località “Serra lepuris” sono state trovate due tombe scavate nella roccia, fatte a sepolcro e chiuse da una grossa pietra. Gran parte dei reperti ritrovati nel territorio comunale si trova ora al museo archeologico di Cagliari.
Nel 1200 circa Masainas (come pure Villarios e Giba, ville appartenenti al giudicato di Cagliari, nella curatoria del Sulcis) fu terra di predicazione da parte di monaci Benedettini che costruirono dei monasteri (guventus) a cui ancor oggi si riferisce la denominazione di territorio comunale (Su Guventu).
La chiesa di San Giovanni Battista è l'unico monumento di particolare rilievo e il primo nucleo è oggi trasformato in “cappella interna”. Sembra chiaro l'influsso gotico-aragonese e in questo caso risalirebbe al 1500 o 1600. Qualche studioso, però, parla addirittura dell'anno 1000 o poco più tardi. In questo caso ci sarebbe l'influsso del tardo romanico.
L'odierno centro abitato, inizialmente un medau (casale), poi divenuto boddeu (insieme di casali), si sviluppò attorno alla chiesetta, verso la fine del XVIII secolo . Nel 1820 Masainas era un centro piuttosto attivo e ricco per la sua florida agricoltura e pastorizia. Infatti, grazie al vasto territorio pianeggiante e fertile, si contava una grossa presenza di agricoltori e pastori, anche provenienti dal Nuorese e dall'Iglesiente.

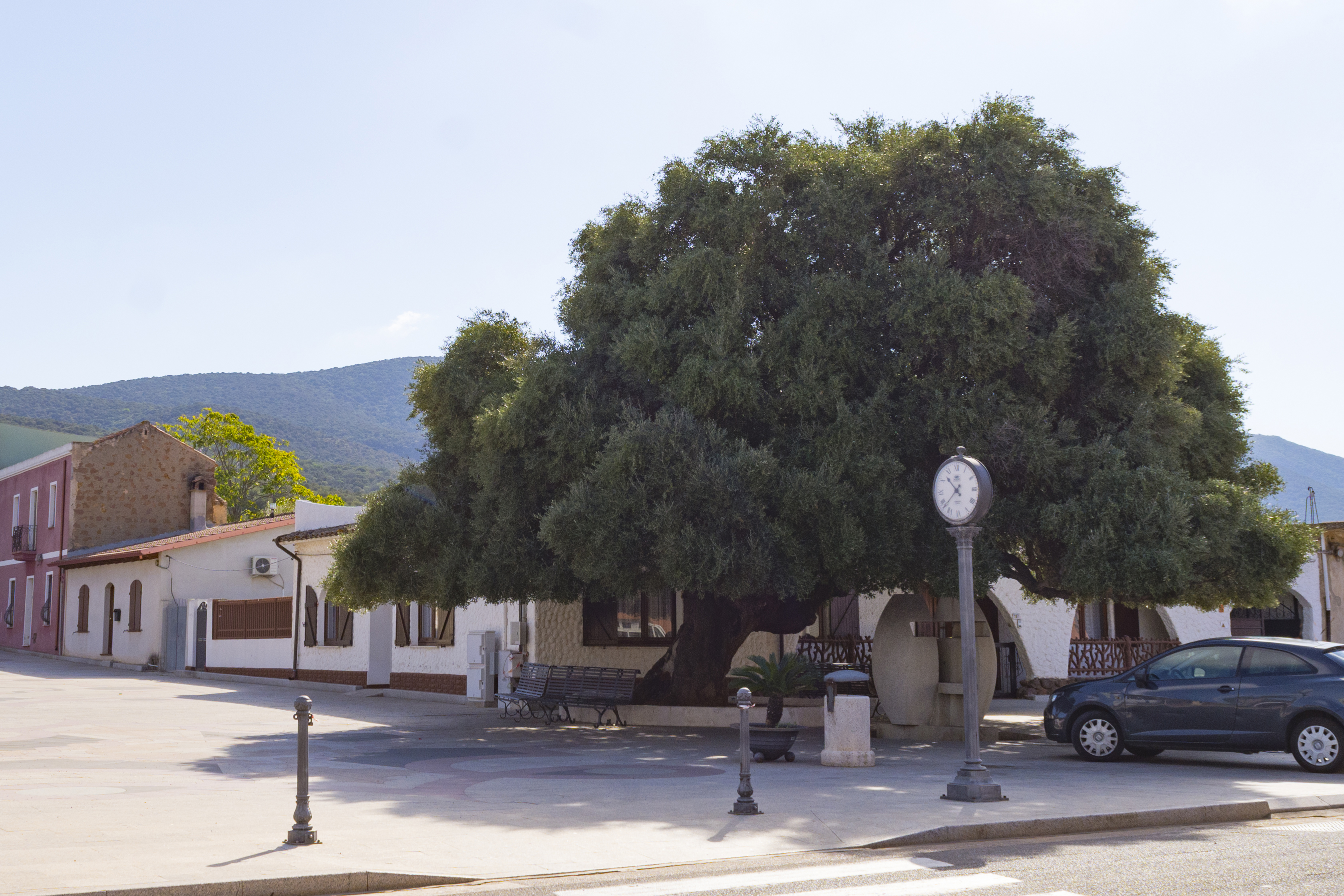
"Sa Matta de sa cruxi", albero monumentale dal 2017

Nel 1839 Masainas era il più grosso centro abitato della zona contando 447 famiglie e 1 806 abitanti e che seguì le sorti del marchesato di Palmas affidato a Gioacchino Bon Crespi di Valdura, ultimo a fregiarsi di titolo nobiliare su queste terre.

### Simboli
Lo stemma e il gonfalone del Comune di Masainas sono stati concessi con decreto del presidente della Repubblica del 21 settembre 2004.
(D.P.R. 21.09.2004)
Il gonfalone è un drappo partito di verde e di giallo.

## Monumenti e luoghi d'interesse
Il territorio comunale di Masainas è ricco di presenze archeologiche in particolare di numerosi resti dell'antica civiltà nuragica. Sono presenti più di dieci nuraghi di cui ricordiamo il nuraghe Is Fais. Il complesso nuragico di Is Fais è costituito da quattro torri disposte a croce.
Inoltre vanno ricordati:
- la chiesa di San Giovanni Battista: l'antica chiesetta parrocchiale, dedicata a san Giovanni Battista, ha un'impronta gotico-aragonese e possiede numerosi sarcofaghi di pietra risalenti all'età romanica.
- i furriadroxius, antichi casolari e casali.

## Società

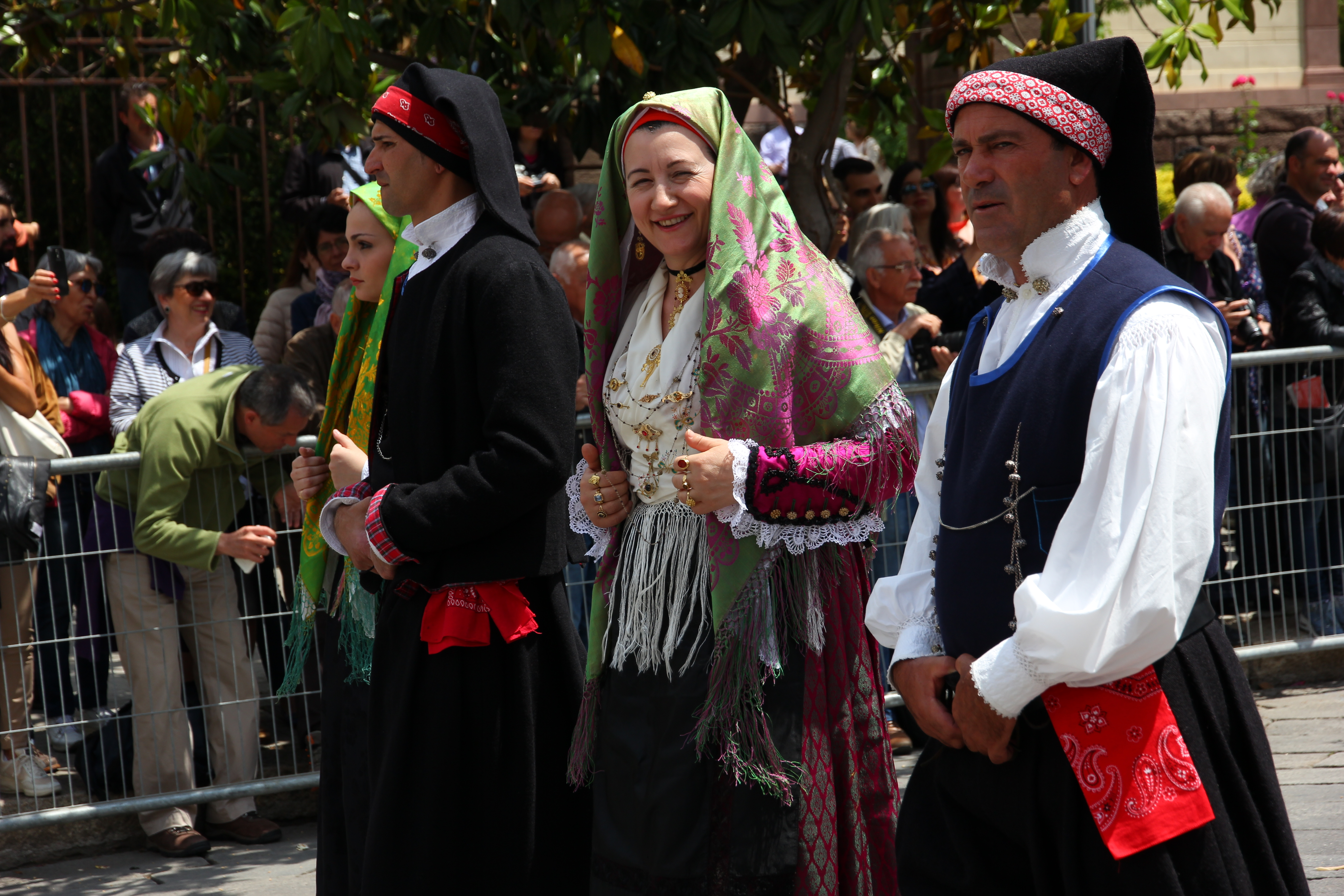
Costume tradizionale

### Evoluzione demografica
Abitanti censiti

### Lingue e dialetti
La variante del sardo parlata a Masainas è il campidanese sulcitano.

## Cultura

### Eventi, feste e manifestazioni
- Sagra del carciofo. Appuntamento enogastronomico, iniziato nel 2003, che ogni anno ad aprile richiama numerosi visitatori appassionati. La sagra consiste nella degustazione di piatti tipici a base di carciofi e manifestazioni culturali con particolare attenzione alla riscoperta e alla conservazione delle tradizioni locali per la promozione e il rilancio dell'agricoltura del territorio.
- Festa di San Giovanni Battista. Tradizionale festa del 24 giugno con festeggiamenti civili e religiosi.
- Festa della Madonna della Salute. La festa in onore della Madonna della Salute, patrona del paese, è una delle feste più attese nel territorio del Sulcis, nella quale migliaia di fedeli in pellegrinaggio, secondo la tradizione all'inizio di ottobre di ogni anno, raggiungono Masainas per partecipare ai festeggiamenti civili e religiosi che durano diversi giorni.

## Geografia antropica

### Frazioni
Il Comune di Masainas comprende le seguenti frazioni:
- Cannigonis
- Is Crobbedus
- Is Cuccus
- Is Fiascus
- Is Lais
- Is Lois
- Is Mancas
- Is Murronis
- Is Solinas
- Su Pranu